# Aioi
Aioi (相生市 Aioi-shi?) es una ciudad localizada entre Himeji y Okayama, en la prefectura de Hyōgo, Japón.
En 2008, la ciudad tenía una población estimada de 32 584 personas y una densidad de población de 369,14 personas por km². El área total es de 90,43 km²